# Nina Solheim
Nina Solheim född 4 augusti 1979 i Busan, Sydkorea, är en norsk taekwondoutövare från Namsos kommun i Norge. Hon är bosatt i Oslo. Hon tävlar för Mudo Team Namsos. 

## Biografi
Solheim föddes i Busan, Sydkorea, men blev adopterad tillsammans med sin tvillingsyster Mona av norska föräldrar och kom till Norge då hon var sju månader gammal.

## Karriär
Solheim har vunnit VM-brons från VM i taekwondo 2001 i Jeju, EM-brons från EM i taekwondo i Bonn 2006 och i Rom 2008. Solheim deltog också i OS 2004 i Aten, men skadade sig och vann därmed ingen medalj. Hon har också vunnit US Open. Solheim är 1,72 meter lång och väger 67 kilogram.
Hon tog OS-silver i tungviktsklassen i samband med de olympiska taekwondo-turneringarna 2008 i Peking.